# Rejon lambirski
Rejon lambirski (ros. Лямбирский район, erzja Лямбирьбуе, moksza Лямбирень аймак, tatar. Ләмберә районы) – jednostka administracyjna wchodząca w skład Republiki Mordowii w Rosji.
W granicach rejonu usytuowane są m.in. miejscowości: Lambir (centrum administracyjne rejonu), Aksionowo, Aleksandrowka, Atiemar, Biersieniewka, Bołotnikowo, Krizozerje, Pienziatka, Bolszaja Elchowka, Pierwomajsk, Protasowo, Skriabino, Tatarskaja Tawła, Kommunar (sowchoz).